# Grauvaca

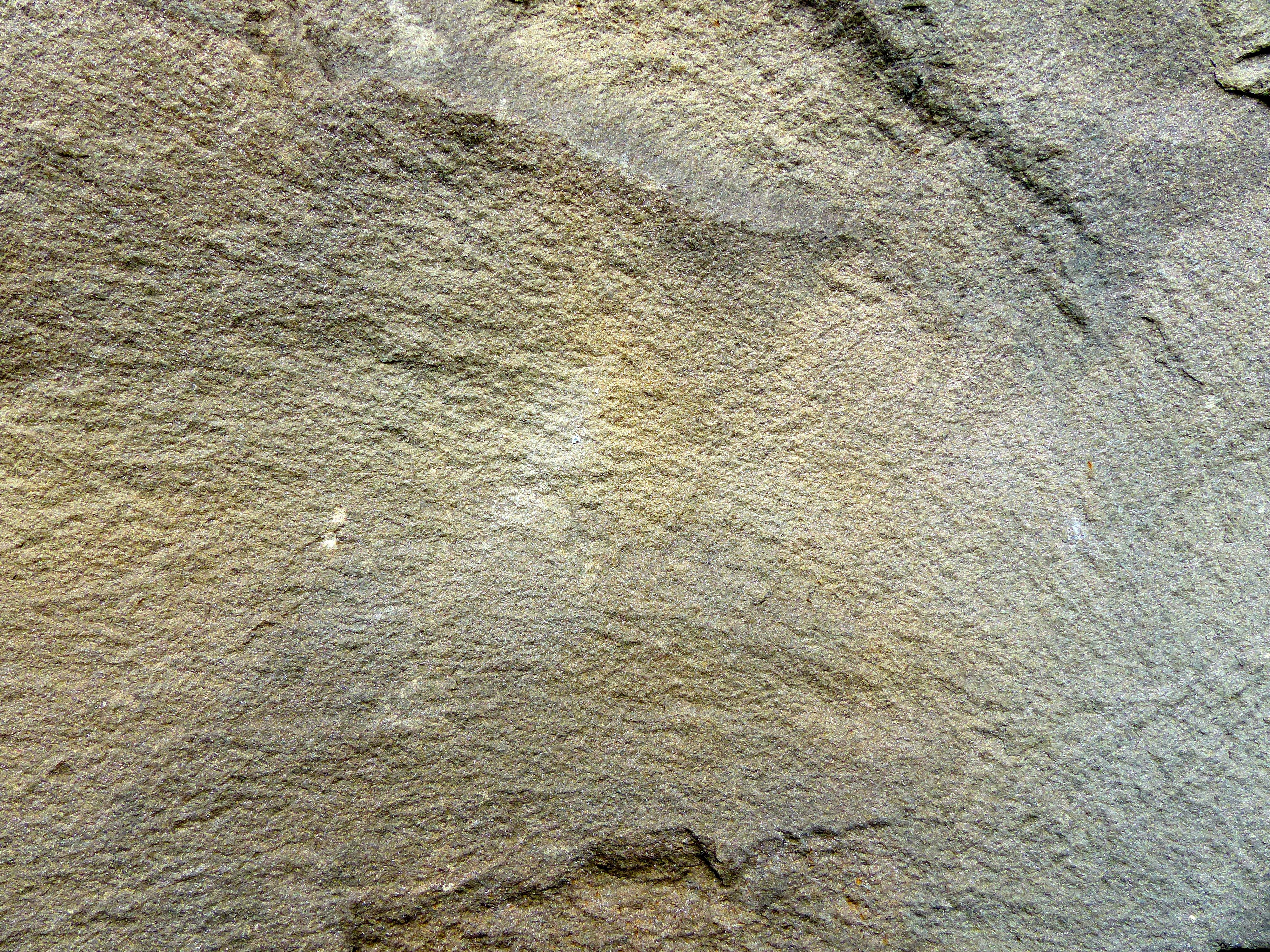
Grauvaca.

La grauvaca (del alemán: grauwacke, 'roca gris') es una roca detrítica formada por la consolidación de los minerales que resultan de la disgregación del granito.
Las grauvacas constan de mica, feldespatos y otros constituyentes del granito, incluyendo el cuarzo (aunque en proporciones mucho menores); todos esos elementos se hallan unidos por una matriz, también detrítica, y un cemento. Su textura es arenosa y su color grisáceo. Se le considera como una roca sedimentaria inmadura, y ha sido generalmente encontrada en estratos paleozoicos. Sus granos más grandes tienen el tamaño intermedio entre los granos de arena y los de grava.
Abundan en Gales, el sur de Escocia, Irlanda y el norte de Inglaterra.